# فرن لوپز
فرن لوپز (انگلیسی: Fernán López؛ زادهٔ ۱۰ فوریهٔ ۱۹۹۵) بازیکن فوتبال است.